# Adolf Spieß

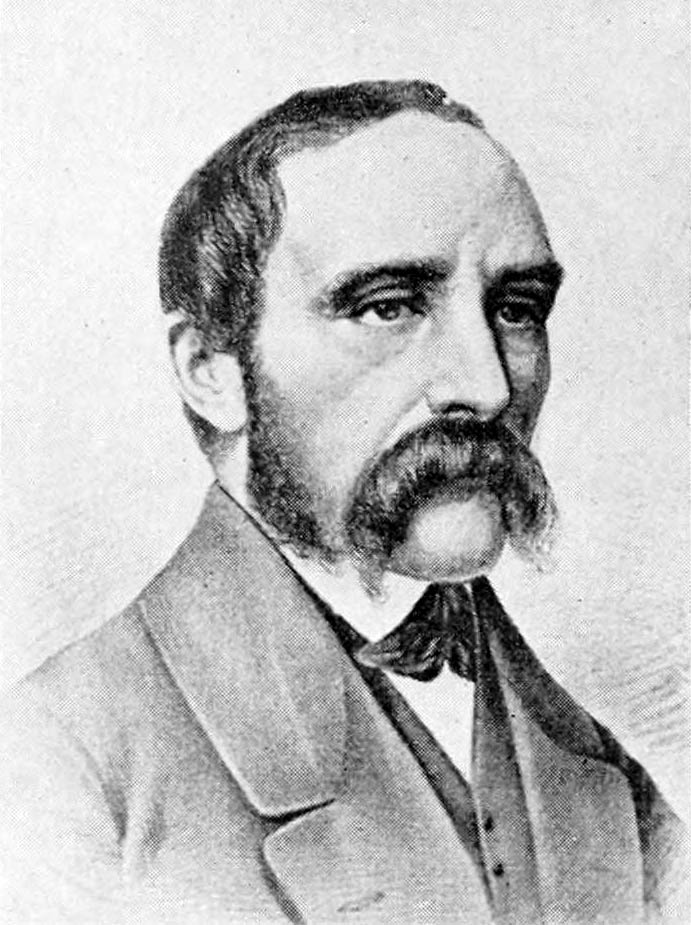
Adolf Spieß (o. J.)

Karl Adolf Spieß (* 3. Februar 1810 in Lauterbach; † 9. Mai 1858 in Darmstadt, Großherzogtum Hessen) war ein deutscher Sportpädagoge, Turnpädagoge und Turner. Er gilt als der Begründer des deutschen Schulsports/Schulturnens und Mädchenturnens.

## Leben
Spieß war der Sohn des Musikers und Pastors Johann Balthasar Spieß (1782–1841), einem Förderer des öffentlichen Schulsystems in Offenbach am Main, und seiner Frau Maria Luise, geborene Werner. Spieß hatte zwei Schwestern und zwei Brüder. Sein jüngerer Bruder Hermann Spieß war Generalkommissar des „Mainzer Adelsvereins“. Er heiratete am 21. Februar 1840 Maire Buri. Kurz nach seiner Geburt zogen seine Eltern im Frühjahr 1811 nach Offenbach. Ab 1816, nach anderen Quellen seit 1814, wurde er dort in der privaten Erziehungsanstalt des Vaters unterrichtet. Im Jahr 1820 besuchte er mit seinem Vater Johann Christoph Friedrich Gutsmuths in Schnepfenthal. Vier Jahre später war er 1824 Gründungsmitglied des Schülerturnvereins Offenbach.
Sein Studium der evangelischen Theologie begann Spieß 1828 in Gießen, studierte zwischenzeitlich im Jahr 1829 in Halle und knüpfte oder vertiefte in dieser Zeit die Kontakte zu Friedrich Ludwig Jahn, Johann Christoph Friedrich Gutsmuths und Ernst Wilhelm Bernhard Eiselen. Während seines Studiums wurde er 1828 Mitglied der Alten Burschenschaft Germania/Waffenverbindung Gießen und 1829 Mitglied der Alten Burschenschaft Germania Halle. Im Winter 1829/30 besuchte er die Eiselnsche Turnanstalt in Berlin. 1830/31 setzte er sein Studium in Gießen ebenso fort wie seine Tätigkeiten als aktiver Turner und Burschenschafter. Im April 1832 legte er sein Theologisches Examen in Gießen ab. Anschließend wurde er für die Zeit von Mai 1832 bis August 1833 der Hauslehrer des Grafen Karl Solms-Rödelheim in Assenheim, Carl zu Solms-Braunfels, dem ersten Generalkommissar des „Mainzer Adelsvereins“. auf der Flucht vor der Demagogenverfolgung emigrierte er 1833 in die Schweiz.
Ab dem Herbst 1833 unterrichtete er Geschichte und Turnen in Burgdorf. Außerdem unterrichtete er 1835 in Münchenbuchsee, aus dieser Zeit ging der spätere „Turnvater“ Johannes Niggeler hervor. Zum Mai 1844 wechselte er nach Basel und veranlasste dort die Errichtung eines Schulturnplatzes. Spieß führte den ganzjährigen Turnunterricht ein und war ein ausdrücklicher Verfechter des Mädchenturnens. Er veröffentlichte in der Schweiz in den Jahren 1840 bis 1846 Die Lehre der Turnkunst in vier Bänden. 1847 bis 1851 schrieb er sein Turnbuch für die Schulen; dies war sein wichtigstes Buch mit didaktischen Grundgedanken, Zielen, Inhalten und Methoden.

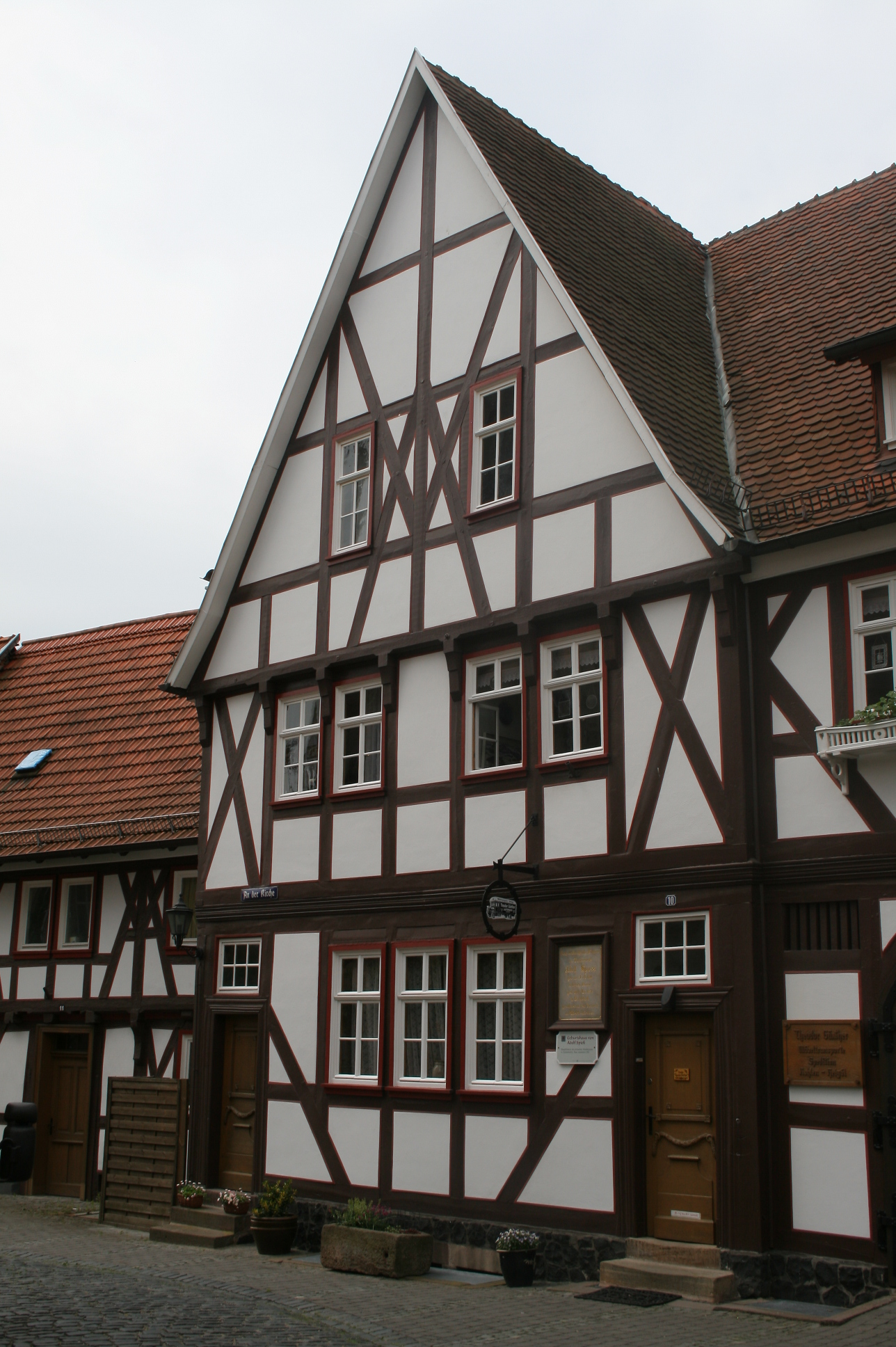
Spieß’ Geburtshaus in Lauterbach

Als 1842 die „Turnsperre“ aufgehoben wurde, reiste Spieß zwei Mal nach Deutschland um seine turntheoretischen Konzepte dem preußischen Kulturminister Johann Albrecht Friedrich von Eichhorn vorzustellen. Obwohl er gern nach Deutschland zurückkehren wollte, lehnte er im Jahr 1845 das Angebot ab, Vorstand der Universitäts- und Schulturnanstalt in Heidelberg zu werden. Schließlich wurde er 1848 vom Hessischen Minister Heinrich von Gagern nach Darmstadt berufen, somit kehrte er nach Deutschland zurück und organisierte bis 1855 den Aufbau des Schulturnens in Hessen. Dank seiner Initiative wurde 1852 eine der ersten Schulturnhallen in Deutschland gebaut.
Er starb an den späten Nachwirkungen einer Verletzung aus einem Fechtkampf als Student am 9. Mai 1858 in Darmstadt. Beerdigt wurde er auf dem Alten Friedhof. Seine Grabstelle ist II K 43. Das Grab ist ein Ehrengrab.

## Idee und Lehren
Spieß sah Turnen als Erziehungsmittel zu Gehorsam und Disziplin und zur Bildung guter Untertanen wie auch zur körperlichen und militärischen Erziehung. Der Mittelpunkt seines Turnunterricht bestand aus Freiübungen, Ordnungsübungen und Gerätübungen. Außerdem versuchte er individuelle Körpererziehung mit der von Jahn angestrebten Förderung des nationalen Gemeinschaftsgeistes zu verbinden. Zudem folgte er den erzieherischen Idealen Friedrich Fröbels, zu welchem er persönlichen Kontakt unterhielt. Zudem forderte er die Einführung des Mädchenturnens und gilt als ihr Begründer. Die Kritik an seiner Unterrichtsmethodik bezieht sich vor allem auf den Frontalunterricht mit starren Übungen, die aus Sicht der modernen Pädagogik als herdenmäßige Abrichtung und nicht kindgemäß gilt.

## Adolf-Spieß-Halle
In Lauterbach baute man vom September 1906 bis zum Juli 1908 eine Turnhalle. Sie erhielt den Namen Adolf-Spieß-Halle, diente für zahlreiche sportliche Veranstaltungen, aber auch als Schulsporthalle. Während des Ersten Weltkriegs wurde sie als Notlazarett verwendet.

## Werke (Auswahl)
- Gedanken über die Einordnung des Turnwesens in das Ganze der Volkserziehung. 1842.
- Die Lehre von der Turnkunst. 4 Bände, 1840–1846.
- Das Turnen in den Gemeinübungen. In einer Lehre von den Ordnungsverhältnissen bei den Gliederungen einer Mehrzahl für beide Geschlechter. Verlag der Schweighauser’schen Buchhandlung, Basel 1846.
- Turnbuch für Schulen als Anleitung für den Turnunterricht durch die Lehrer der Schulen. 2 Bände 1847–1851.
- Grundzüge der staatlichen Gestaltung des Turnens im Großherzogtum Hessen. In: Der Turner 4. 1849.

## Auszeichnungen
An seinem Geburtshaus in Lauterbach erinnert an Adolf Spieß seit 1881 eine Gedenktafel.